# Isla Rajada
La isla Rajada (en inglés: Split Island) es una de las islas Malvinas. Se encuentra al norte de la isla San Rafael y al sur de la isla de Goicoechea, cercana a las rocas Foca, al cabo Percival y al cabo Rajada.